# Crinia remota
Crinia remota (tên tiếng Anh: Remote Froglet) là một loài ếch thuộc họ Myobatrachidae.
Loài này có ở Úc, Indonesia, và Papua New Guinea.
Môi trường sống tự nhiên của chúng là xavan ẩm, đồng cỏ khô nhiệt đới hoặc cận nhiệt đới vùng đất thấp, đồng cỏ nhiệt đới hoặc cận nhiệt đới vùng ngập nước hoặc lụt theo mùa, đầm nước, hồ nước ngọt, đầm nước ngọt, đầm nước ngọt có nước theo mùa, phá nước ngọt ven biển, và kênh đào và mương rãnh.